# Жульєн Пійє
Жульєн Пійє  (фр. Julien Pillet, 28 вересня 1977) — французький фехтувальник (шабля), олімпійський чемпіон 2008 року в командній першості разом з Ніколя Лопесом, Борісом Сансоном та Вінсеном Анстетом. Олімпійський чемпіон 2004 року в командній першості.

## Виступи на Олімпіадах
| Олімпіада   | Дисципліна      | Місце |
| ----------- | --------------- | ----- |
| Сідней 2000 | шабля, особисті | 12    |
| Сідней 2000 | шабля, командні | 2     |
| Афіни 2004  | шабля, особисті | 11    |
| Афіни 2004  | шабля, командні | 1     |
| Пекін 2008  | шабля, особисті | 4     |
| Пекін 2008  | шабля, командні | 1     |